# Pedro Naressi
Pedro Henrique Naressi Machado, mais conhecido como Pedro Naressi (São José dos Campos, 10 de janeiro de 1998), é um futebolista brasileiro que atua como volante. Atualmente joga pelo Ludogorets Razgrad.

## Carreira

### Antecedentes
Nascido em São José dos Campos, São Paulo, Pedro Naressi começou a jogar futebol aos 6 anos de idade, na escolinha da DAEC do Centro Esportivo João Molina, em Eugênio de Melo, onde no mesmo ano já se tornava campeão dos Jogos Intercentros de Futebol Sub-10.
Em 2007, aos 9 anos, foi convidado a integrar a equipe sub-11 do projeto Atleta Cidadão, passando pelo Joseense e São José. Já em 2013, foi convidado a integrar o elenco sub-15 do Mogi Mirim. Em 2014, recebeu o convite para participar da equipe do Red Bull Brasil, aonde assinou contrato como jogador profissional com o clube em 2016.

### São José dos Campos
No início de 2016, foi emprestado ao São José dos Campos para disputar a Série A3 do Campeonato Paulista de 2016. Fez sua primeira partida como profissional em 6 de fevereiro, entrando como titular em uma vitória fora de casa por 2 a 1 sobre o Sertãozinho. Seu primeiro gol aconteceu em 23 de março, marcando o único gol de uma vitória fora de casa por 1 a 0 sobre o Grêmio Barueri.
Pelo São José dos Campos, fez 14 partidas e marcou um gol.

### Retorno ao Red Bull Brasil
Em meados de 2016, Pedro retornou ao Red Bull Brasil. Fez sua estreia pelo profissional do clube em 28 de agosto, entrando como titular em uma vitória fora de casa por 2 a 0 sobre o Paulista, pela Copa Paulista de 2016.[carece de fontes?] Apesar de ter sido inscrito no Campeonato Paulista de 2019 após uma pequena passagem pelo sub-20 no ano anterior, não foi muito bem aproveitado pela equipe.
Pelo Red Bull Brasil, Pedro teve apenas 10 jogos e marcou nenhum gol.

### Red Bull Bragantino
Tornou-se jogador do Bragantino quando o Red Bull Brasil se fundiu com o Bragantino em abril de 2019 e posteriormente, seria formado o Red Bull Bragantino no ano seguinte.
Estreou no dia 26 de abril, começando como titular em uma vitória fora de casa contra o Brasil de Pelotas por 1 a 0, pela Série B de 2019. Seu primeiro e único gol pelo clube aconteceu em 5 de novembro de 2019, em uma vitória em casa por 3 a 1 contra o Guarani, mesmo jogo em que o clube do interior paulista garantiu o acesso para a Série A de 2020.
Sem espaço no Red Bull Bragantino, em 23 de abril de 2020, Pedro Naressi não renovou seu contrato com o clube e retornou ao Red Bull Brasil. Pelo clube, fez 14 partidas e marcou um gol.

### Ceará
Em 14 de setembro de 2020, sem espaço no Red Bull Brasil, Pedro Naressi foi oficializado pelo Ceará, por um contrato até o ano de 2022. Sua estreia aconteceu em 17 de outubro, entrando como titular em um empate fora de casa por 2 a 2 com o Fluminense, pela Série A de 2020. Seu primeiro gol pelo clube aconteceu em 30 de novembro, marcando o primeiro gol de uma vitória fora de casa por 4 a 1 sobre o Vasco da Gama.
Na sua passagem pelo Ceará, foram um dos únicos integrados a equipe profissional que atuaram em algumas partidas do Campeonato Brasileiro de Aspirantes dos anos de 2020 e de 2021. Pelo clube, fez 37 partidas e marcou 4 gols.

### Sport
No dia 29 de dezembro de 2021, foi confirmada a contratação de Pedro Naressi pelo Sport, por empréstimo até o final da temporada. Além disso, renovou seu contrato com o Ceará até o ano de 2023.

### Ludogorets
Em setembro de 2022, o Ceará vendeu Pedro Naressi ao Ludogorets Razgrad, da Bulgária. O Alvinegro é o clube detentor dos direitos econômicos do jogador e negociou 100% dos direitos federativos do atleta e 90% dos diretos econômicos pelo valor de U$ 750.000.

## Estatísticas
Atualizado até 30 de janeiro de 2025.

### Clubes
| Equipe              | Temporada         | Campeonato nacional | Campeonato nacional | Campeonato nacional | Copa nacional[a] | Copa nacional[a] | Copa nacional[a] | Competições continentais[b] | Competições continentais[b] | Competições continentais[b] | Outros torneios[c] | Outros torneios[c] | Outros torneios[c] | Total | Total | Total   |
| Equipe              | Temporada         | Jogos               | Gols                | Assist.             | Jogos            | Gols             | Assist.          | Jogos                       | Gols                        | Assist.                     | Jogos              | Gols               | Assist.            | Jogos | Gols  | Assist. |
| ------------------- | ----------------- | ------------------- | ------------------- | ------------------- | ---------------- | ---------------- | ---------------- | --------------------------- | --------------------------- | --------------------------- | ------------------ | ------------------ | ------------------ | ----- | ----- | ------- |
| São José dos Campos | 2016              | —                   | —                   | —                   | —                | —                | —                | —                           | —                           | —                           | 14                 | 1                  | 0                  | 14    | 1     | 0       |
| São José dos Campos | Total             | 0                   | 0                   | 0                   | 0                | 0                | 0                | 0                           | 0                           | 0                           | 14                 | 1                  | 0                  | 14    | 1     | 0       |
| Red Bull Brasil     | 2016              | —                   | —                   | —                   | —                | —                | —                | —                           | —                           | —                           | 6                  | 0                  | 0                  | 6     | 0     | 0       |
| Red Bull Brasil     | 2017              | 0                   | 0                   | 0                   | —                | —                | —                | —                           | —                           | —                           | 0                  | 0                  | 0                  | 0     | 0     | 0       |
| Red Bull Brasil     | 2018              | —                   | —                   | —                   | —                | —                | —                | —                           | —                           | —                           | 0                  | 0                  | 0                  | 0     | 0     | 0       |
| Red Bull Brasil     | 2019              | —                   | —                   | —                   | —                | —                | —                | —                           | —                           | —                           | 1                  | 0                  | 0                  | 1     | 0     | 0       |
| Red Bull Brasil     | Total             | 0                   | 0                   | 0                   | 0                | 0                | 0                | 0                           | 0                           | 0                           | 7                  | 0                  | 0                  | 7     | 0     | 0       |
| Red Bull Bragantino | 2019              | 11                  | 1                   | 0                   | —                | —                | —                | —                           | —                           | —                           | —                  | —                  | —                  | 11    | 1     | 0       |
| Red Bull Bragantino | 2020              | —                   | —                   | —                   | —                | —                | —                | —                           | —                           | —                           | 3                  | 0                  | 0                  | 3     | 0     | 0       |
| Red Bull Bragantino | Total             | 11                  | 1                   | 0                   | 0                | 0                | 0                | 0                           | 0                           | 0                           | 3                  | 0                  | 0                  | 14    | 1     | 0       |
| Ceará               | 2020              | 13                  | 2                   | 2                   | 1                | 0                | 0                | —                           | —                           | —                           | —                  | —                  | —                  | 14    | 2     | 2       |
| Ceará               | 2021              | 10                  | 0                   | 1                   | 1                | 0                | 0                | 1                           | 1                           | 0                           | 11                 | 1                  | 0                  | 23    | 2     | 1       |
| Ceará               | Total             | 23                  | 2                   | 3                   | 2                | 0                | 0                | 1                           | 1                           | 0                           | 11                 | 1                  | 0                  | 37    | 4     | 3       |
| Sport               | 2022              | 18                  | 0                   | 0                   | 0                | 0                | 0                | —                           | —                           | —                           | 8                  | 2                  | 1                  | 26    | 2     | 1       |
| Sport               | Total             | 18                  | 0                   | 0                   | 0                | 0                | 0                | 0                           | 0                           | 0                           | 8                  | 2                  | 1                  | 26    | 2     | 1       |
| Ludogorets Razgrad  | 2022–23           | 22                  | 0                   | 0                   | 4                | 0                | 0                | 6                           | 0                           | 0                           | —                  | —                  | —                  | 32    | 0     | 0       |
| Ludogorets Razgrad  | 2023–24           | 29                  | 2                   | 1                   | 4                | 0                | 1                | 16                          | 0                           | 0                           | 1                  | 0                  | 0                  | 50    | 2     | 2       |
| Ludogorets Razgrad  | 2024–25           | 19                  | 1                   | 1                   | 1                | 0                | 0                | 13                          | 0                           | 0                           | —                  | —                  | —                  | 33    | 1     | 1       |
| Ludogorets Razgrad  | Total             | 70                  | 3                   | 2                   | 9                | 0                | 1                | 35                          | 0                           | 0                           | 1                  | 0                  | 0                  | 115   | 3     | 3       |
| Total na carreira   | Total na carreira | 122                 | 6                   | 5                   | 11               | 0                | 1                | 36                          | 1                           | 0                           | 44                 | 4                  | 1                  | 213   | 11    | 7       |

- a. ^ Jogos da Copa do Brasil e da Copa da Bulgária
- b. ^ Jogos da Copa Sul-Americana, da Liga Europa da UEFA, da Liga Conferência da UEFA e da Liga dos Campeões da UEFA
- c. ^ Jogos de campeonatos estaduais, regionais e outros torneios

## Títulos
Red Bull Brasil
- Campeonato Paulista do Interior: 2019

Red Bull Bragantino
- Campeonato Brasileiro - Série B: 2019

Ludogorets Razgrad
- Campeonato Búlgaro: 2022–23 e 2023–24
- Copa da Bulgária: 2022–23
- Supercopa da Bulgária: 2023